# Fjeld (Marie Magdalene Sogn)
 For alternative betydninger, se Fjeld. (Se også artikler, som begynder med Fjeld)
Fjeld er et skovgods i Marie Magdalene Sogn i Syddjurs Kommune og centrum for Fjeld Skov.
Skovejendommen Fjeld er oprettet i 1855-1862 af Konseilspræcident J.B.S. Estrup, som boede på det nærliggende Skaføgård, gennem opkøb af arealer i området, bl.a. Klemstrup og skovridergården Rosenborg. Fjeld blev udskilt fra Skaføgård i 1907, og den nuværende skovejerbolig blev opført i den forbindelse. Hovedbygningen hedder 'Fjeld' og er primært et bjælkehus som består af en grundmuret underetage og en træklædt overbygning med bl.a. karnap og tagspir. Efter J.B.S. Estrups søn Adam Estrups død i 1934 har Fjeld været beboet af Kammerherre Niels Rudolph Estrup og dennes søn Hofjægermester Vilhelm Estrup. Ejendommen er stadig i familien Estrups eje. Nuværende ejer er Hofjægermester Frederik Estrup, der således er 5. generation på ejendommen.

Fjeld er en fredet skov og en privat ejendom. Skovgodset har en række boliger man kan leje. Der er mange charmende små søer og damme på ejendommen samt gode veje og stier til at gå beroligende ture, hvor man kan opleve dyrespor og være heldig at se vildtet i den fri natur.
Skoven har alle fire danske hjortearter; kronvildt, dåvildt, sikavildt og råvildt. Der findes også ræv, hare samt en stor population af forskellige fugle. Ejendommen oplever også årligt at træk af gæs. Alle dyrene har fordel af at bevæge sig frit rundt i en særdeles varieret flora og fauna, herunder mange spændende svampesorter. Det er muligt som jæger at få adgang til store jagtoplevelser.

### Eksterne Henvisninger
https://fjeldskov.dk/